# Månsarps IF
Månsarps IF, bildad 21 november 1929, är en idrottsförening från Månsarp i Sverige. Föreningen har bland annat utövat bandy och fotboll genom åren.
Den 19 januari 2013 spelade laget en träningsmatch i bandy mot kanadensiska landslaget, och vann med 6-1 på Råslätts IP.
Månsarps IF gjorde säsongen 2013 klart med Cormac Åhlström-Horgan. En värvning som betraktas som en av de bästa värvningarna i Månsarps historia, då den halvirländske fältherren kontrakterats ifrån division 2-klubben Tenhults IF.
Månsarp IF:s fotbollsherrar har lyckats med bedriften att två år i rad, 2016 och 2017 vinna den åtråvärda trofén Panzarkulan (före detta hammarkulan).

## Fakta
Månsarps IF har fotbollslag, bandylag, mm. Föreningens färg är blå.